# Lincolnville (Maine)
Lincolnville ist eine Town im Waldo County des Bundesstaates Maine in den Vereinigten Staaten. Im Jahr 2020 lebten dort 2312 Einwohner in 1506 Haushalten, in den Vereinigten Staaten werden auch Ferienwohnungen als Haushalte gezählt, auf einer Fläche von 113,05 km².

## Geographie
Nach dem United States Census Bureau hat Liberty eine Gesamtfläche von 113,05 km², von der 96,71 km² Land sind und 16,34 km² aus Gewässern bestehen.

### Geographische Lage
Lincolnville liegt im Südosten des Waldo Countys an der Penobscot Bay des Atlantischen Ozeans und grenzt an das Knox County. Mehrere Seen befinden sich auf dem Gebiet, die größten sind der Megunticook Lake im Süden, der Pitcher Pond im Norden und zentral gelegen der Coleman Pond. Die Oberfläche ist leicht hügelig, der 367 m hohe Megunticook Mountain ist die höchste Erhebung in dem Gebiet.

### Nachbargemeinden
Alle Entfernungen sind als Luftlinien zwischen den offiziellen Koordinaten der Orte aus der Volkszählung 2010 angegeben.
- Nordosten: Northport, 9,5 km
- Osten: Islesboro, 12,4 km
- Südosten: North Haven, Knox County, 23,5 km
- Süden: Camden, Knox County, 3,0 km
- Südwesten: Hope, Knox County, 13,4 km
- Westen: Searsmont, 12,3 km
- Nordwesten: Belmont, 10,8 km

### Stadtgliederung
In Lincolnville gibt es mehrere Siedlungsgebiete: Cameron Corner, Carvers Corner, Deantown Corner, Drake Corner, Ducktrap, Grange, Grange Corner, Heals Corner, Levetts Corner, Lincolnville, Lincolnville Beach, Lincolnville Center, Slab City, Stevens Corner, Townhouse Corner, Wiley Corner und Youngtown.

### Klima
Die mittlere Durchschnittstemperatur in Lincolnville liegt zwischen −6,7 °C (21 °F) im Januar und 20,0 °C (68 °F) im Juli. Damit ist der Ort gegenüber dem langjährigen Mittel der USA um etwa 9 Grad kühler. Die Schneefälle zwischen Oktober und Mai liegen mit bis zu zweieinhalb Metern mehr als doppelt so hoch wie die mittlere Schneehöhe in den USA; die tägliche Sonnenscheindauer liegt am unteren Rand des Wertespektrums der USA.

## Geschichte
Das Gebiet von Lincolnville gehörte zu den Plantations Ducktrap und Canaan. Lincolnville wurde am 23. Juni 1802 als Town organisiert. John Studley und ein Mr. Wilson errichteten 1774 eine Farm und waren die ersten Siedler. Zu Beginn des 19. Jahrhunderts gab es in der Town sechs Holzmühlen, eine Getreidemühle, eine Gerberei und mehrere Kalk- und Granitsteinbrüche. Es wurden in kleinen Mengen auch Zinnwaren, Stiefel, Schuhe und Kutschen hergestellt.

### Einwohnerentwicklung
| Volkszählungsergebnisse – Town of Lincolnville, Maine | Volkszählungsergebnisse – Town of Lincolnville, Maine | Volkszählungsergebnisse – Town of Lincolnville, Maine | Volkszählungsergebnisse – Town of Lincolnville, Maine | Volkszählungsergebnisse – Town of Lincolnville, Maine | Volkszählungsergebnisse – Town of Lincolnville, Maine | Volkszählungsergebnisse – Town of Lincolnville, Maine | Volkszählungsergebnisse – Town of Lincolnville, Maine | Volkszählungsergebnisse – Town of Lincolnville, Maine | Volkszählungsergebnisse – Town of Lincolnville, Maine | Volkszählungsergebnisse – Town of Lincolnville, Maine |
| Jahr                                                  | 1800                                                  | 1810                                                  | 1820                                                  | 1830                                                  | 1840                                                  | 1850                                                  | 1860                                                  | 1870                                                  | 1880                                                  | 1890                                                  |
| ----------------------------------------------------- | ----------------------------------------------------- | ----------------------------------------------------- | ----------------------------------------------------- | ----------------------------------------------------- | ----------------------------------------------------- | ----------------------------------------------------- | ----------------------------------------------------- | ----------------------------------------------------- | ----------------------------------------------------- | ----------------------------------------------------- |
| Einwohner                                             |                                                       | 1013                                                  | 1294                                                  | 1702                                                  | 2048                                                  | 2174                                                  | 2075                                                  | 1900                                                  | 1705                                                  | 1361                                                  |
| Jahr                                                  | 1900                                                  | 1910                                                  | 1920                                                  | 1930                                                  | 1940                                                  | 1950                                                  | 1960                                                  | 1970                                                  | 1980                                                  | 1990                                                  |
| Einwohner                                             | 1223                                                  | 1020                                                  | 811                                                   | 818                                                   | 892                                                   | 881                                                   | 867                                                   | 955                                                   | 1414                                                  | 1809                                                  |
| Jahr                                                  | 2000                                                  | 2010                                                  | 2020                                                  | 2030                                                  | 2040                                                  | 2050                                                  | 2060                                                  | 2070                                                  | 2080                                                  | 2090                                                  |
| Einwohner                                             | 2042                                                  | 2164                                                  | 2312                                                  |                                                       |                                                       |                                                       |                                                       |                                                       |                                                       |                                                       |

## Kultur und Sehenswürdigkeiten

### Bauwerke
In Lincolnville wurden mehrere Bauwerke unter Denkmalschutz gestellt und ins National Register of Historic Places aufgenommen. Die Lage der archäologischen Stätte wird nicht bekannt gegeben.
- George Ulmer House, 2006 unter der Register-Nr. 06000922.[10]
- Lincolnville Center Meeting House, 1983 unter der Register-Nr. 83000475.[11]
- Tranquility Grange No. 344, 2002 unter der Register-Nr. 02000350.[12]

## Wirtschaft und Infrastruktur

### Verkehr
Der U.S. Highway 1 verläuft in nordsüdlicher Richtung durch den Osten der Town parallel zum Ufer der North Penobscot Bay. Die Maine State Route 52 verläuft in nordsüdlicher Richtung durch das Gebiet. Sie wird von der Maine State Route 173 gekreuzt.

### Öffentliche Einrichtungen
Es gibt keine medizinischen Einrichtungen in Lincolnville. Die nächstgelegenen befinden sich in Camden und Belfast.
In Lincolnville befindet sich die Lincolnville Community Library in einem ehemaligen, renoviertem 1-Raum-Schulhaus aus dem Jahr 1849. Nach der Renovierung und einem Standortwechsel des Gebäudes eröffnete die Bücherei am 1. Februar 2014 in dem Gebäude. Das Gebäude befindet sich im Besitz der Lincolnville Historical Society. Ein Anbau beherbergt das Arbeitszimmer des Bibliothekars und ein Badezimmer. Weitere von Frauen auf dem Gelände errichtete Holzschuppen beherbergen die historischen Exponate des Jackie Watts Open-Air-Museums.

### Bildung
Lincolnville gehört zusammen mit Appleton, Camden, Hope und Rockport zum Five Town School Districts. Sie bilden den MSAD 28 und die Union 69.
Im Schulbezirk werden den Schulkindern mehrere Schulen angeboten:
- Camden Hills Regional High School Schulklassen 9–12, in Camden
- Camden-Rockport Middle School Schulklassen 5–8, in Camden
- Camden-Rockport Elementary School Schulklassen K-4, in Camden
- Appleton Village School Schulklassen K-8, in Appleton
- Hope Elementary School Schulklassen K-8, in Hope
- Lincolnville Central School Schulklassen K-8, in Lincolnville

## Persönlichkeiten

### Söhne und Töchter der Stadt
- Eli Pariser (* 1980), Polit-Aktivist

### Persönlichkeiten, die vor Ort gewirkt haben
- Bidu Sayão (1902–1999), Opernsängerin